# Base Esperanza
Base Esperanza – argentyńska stacja antarktyczna leżąca nad Zatoką Nadziei. 

## Opis
Znajduje się na wysokości 25 m n.p.m. na północnym końcu Półwyspu Antarktycznego (Trinity Peninsula), który Argentyna zalicza do departamentu Antarktydy Argentyńskiej. Esperanza jest stacją całoroczną, w okresie letnim może w niej mieszkać maksymalnie 90 osób. Została założona w 1975. Stacja prowadzi badania w takich dziedzinach jak: glacjologia, sejsmologia, ekologia, oceanografia czy geologia. Średnia roczna temperatura wynosi -5,5 °C (-10,8 °C zimą, 0,2 °C latem).
Stacja jest odwiedzana przez turystów. 7 stycznia 1978 urodził się w niej Emilio Palma, pierwszy znany człowiek urodzony na Antarktydzie.
W Esperanza znajduje się też baza wojskowa, w której istnieje kaplica z dzwonnicą.